# Далримпл, Джон, 14-й граф Стэр
Джон Дэвид Джеймс Далримпл, 14-й граф Стэр  (англ. John Dalrymple, 14th Earl of Stair; род. 4 сентября 1961) — британский дворянин и политик, член Палаты лордов с 2008 года.

## Предыстория
Родился 4 сентября 1961 года. Старший сын Джона Далримпла, 13-го графа Стэра (1906—1996), и Достопочтенной Давины Кэтрин Боуз-Лайон (1930—2017), дочери Дэвида Боуз-Лайона (1902—1961), брата королевы-матери Елизаветы.
Получив образование в школе Харроу и Королевской военной академии в Сандхерсте. Служил во 2-м батальоне шотландской гвардии в Фолклендской войне. Мать лорда Стэра, Давина Боуз-Лайон, следовательно, является двоюродной сестрой королевы, и он является троюродным братом принца Чарльза Уэльского, герцога Эндрю Йоркского, принцессы Анны и графа Эдварда Уэссекского. Через свою мать он происходит из семей Боуз-Лайон, Астор и Кавендиш-Бентинк.

## Политическая карьера
Унаследовав титул пэра в 1996 году, лорд Стэр вошел в Палату лордов и стал независимым депутатом. В 1999 году Акт о Палате лордов лишил всех наследственных пэров права заседать в палате; однако девяносто двум пэрам было разрешено оставаться в палате, избранным другими пэрами. Он не был избран в то время.
В 2008 году после смерти Давины Ингрэм, 18-й баронессы Дарси де Найт (1938—2008), лорд Стэр был избран в Палату лордов Великобритании. 13 октября 2011 года он выступил с речью в авиационных дебатах.

## Семья
В 2006 году лорд Стэр женился на Эмили Мэри Джулии Стонор (род. 6 октября 1969), дочери Ральфа Стонора, 7-го барона Камойса (род. 1940), и Элизабет Мэри Хайд Паркер (род. 1939).
У них трое детей:
- Джон Джеймс Томас Далримпл, виконт Далримпл (род. 3 января 2008), старший сын и преемник отца[1].
- Леди Элизабет Элис Мэри Лили Далримпл (род. 24 июля 2012)[2]
- Достопочтенный Гарри Дэвид Фергус Далримпл (род. 6 апреля 2015).